# Ciolăneștii din Deal
Ciolăneștii din Deal – wieś w Rumunii, w okręgu Teleorman, w gminie Ciolănești. W 2011 roku liczyła 1977 mieszkańców.